# Drève des Dames Blanches
 (août 2025).
Motif : Rue sans notoriété évidente. Sources secondaires semblent absentes.
- Archive Wikiwix
- Bing
- Cairn
- DuckDuckGo
- E. Universalis
- Gallica
- Google
- G. Books
- G. News
- G. Scholar
- Persée
- Qwant
- (zh) Baidu
- (ru) Yandex
- (wd) trouver des œuvres sur Wikidata

| 1. | Préciser le motif de la pose du bandeau. | Précisez le motif de la pose du bandeau en utilisant la syntaxe suivante : {{admissibilité à vérifier\|date=août 2025\|motif=remplacez ce texte par le motif}}                                |
| 2. | Informer les utilisateurs concernés.     | Pensez à avertir le créateur de l'article, par exemple, en insérant le code ci-dessous sur sa page de discussion : {{subst:avertissement admissibilité à vérifier\|Drève des Dames Blanches}} |

 (août 2025).
Si vous disposez d'ouvrages ou d'articles de référence ou si vous connaissez des sites web de qualité traitant du thème abordé ici, merci de compléter l'article en donnant les références utiles à sa vérifiabilité et en les liant à la section « Notes et références ».
Pour les articles homonymes, voir Dames Blanches.
La drève des Dames Blanches (en néerlandais : Witte vrouwendreef) est une impasse bruxelloise de la commune d'Auderghem d'une longueur de 100 mètres qui aboutit avenue de Lothier à Woluwe-Saint-Pierre. La numérotation des habitations va de 21 à 25 pour le côté impair et de 48 à 52 pour le côté pair.

## Historique et description
On songeait avant la Première Guerre mondiale à faire commencer le chemin au chemin de Putdael et de le faire déboucher sur la drève du Prieuré, à hauteur du Schoutenhof. C'est ainsi qu'il est décrit dans le Guide Officiel et Pratique des Rues de Bruxelles et des Faubourgs, édité en 1939. Il est supposé que le propriétaire du Schoutenhof, ancien bourgmestre d’Auderghem, fit obstacle au passage du chemin le long de son domaine.
Après le décès de Carl Herrmann-Debroux en 1965, les terrains situés à l’arrière du domaine furent lotis et la drève prit son aspect actuel. Il est possible mais non avéré que le nom de la drève ait été modifié à cette époque en drève des Madones, pour la partie aboutissant au Putdael.
Ce morceau de voie donnant sur l'avenue de Lothier à Woluwe-Saint-Pierre a gardé le nom d'origine de drève des Dames Blanches.

### Origine du nom
Le nom de la drève des Dames Blanches renvoie clairement à l’habit que portaient les sœurs du proche prieuré de Valduchesse.